# Olivier Brandicourt
Olivier Brandicourt, né le 13 février 1956 à Casablanca, est un médecin et un dirigeant d'entreprises français.
Après avoir travaillé aux États-Unis et au Canada chez les groupes pharmaceutiques américains Warner-Lambert puis Pfizer, il devient PDG de Bayer Santé, puis il fut DG de Sanofi du 2 avril 2015 au 31 août 2019. 

## Biographie

### Formation
Olivier Brandicourt est docteur en médecine, spécialiste des maladies infectieuses et de la médecine tropicale. Il est diplômé en Immunologie et Physiopathologie cellulaire de l’Université Paris Descartes. Il est également titulaire d’une maîtrise en biologie de l’Université Paris XII.

### Carrière
Olivier Brandicourt commence sa carrière chez Warner-Lambert/Parke-Davis au poste de Directeur Médical pour la région Afrique (avec pour mission de développer une molécule résistant au paludisme). Il exerce à ce titre pendant deux ans à Brazzaville, capitale du Congo, mais aussi dans différents dispensaires du pays. Puis travaille pendant 8 ans dans le service des Maladies infectieuses et tropicales de l'hôpital de la Pitié Salpêtrière à Paris. 
Olivier Brandicourt exerce diverses responsabilités mondiales chez Pfizer durant 13 ans et dirige en particulier les unités opérationnelles Médecine Générale de 2009 à 2012  et Produits de Spécialité de 2008  à 2009. Il est également responsable de l’activité Cardiologie aux États-Unis, ainsi que de plusieurs opérations régionales dans différents pays.
En 2013, il devient directeur général de Bayer HealthCare, et prend la responsabilité du portefeuille mondial de la Division Santé de Bayer qui regroupe les activités Pharmacie, Santé Grand public, Santé Animale et Soins Médicaux.
Depuis le 2 avril 2015 il est directeur général du groupe pharmaceutique Sanofi. Il remplace à ce poste le Germano-Canadien Chris Viehbacher. Son mandat est renouvelé en mai 2018.
Olivier Brandicourt quitte ses fonctions de directeur général du groupe français Sanofi le 31 août 2019, au profit de l'Anglais Paul Hudson.

### Autres mandats
- Membre du Conseil d’administration de Pharmaceutical Research and Manufacturers of America (PhRMA)
- Membre du Conseil de la Fédération internationale des fabricants et associations pharmaceutiques (IFPMA, International Federation of Pharmaceutical Manufacturers and Associations)
- Membre honoraire du Royal College of Physicians (Londres)
- Membre du conseil d’administration de la Children’s Aid Society à (New York)
- Vice Président de l'Efpia (Fédération européenne des associations et industries pharmaceutiques)

## Polémique
En février 2015, l'annonce de son « bonus de bienvenue » d'un montant global de quatre millions d'euros déclenche une polémique en France.
En 2016, son salaire annuel de 16,8 millions d'euros suscite à nouveau la polémique,.
Il est le patron le mieux payé du CAC 40 en 2017.